# Polyptychus orthographus
Polyptychus orthographus là một loài bướm đêm thuộc họ Sphingidae. Loài này có ở các khu rừng vùng đất thấp từ Sierra Leone tới Congo, Angola và Uganda.
Chiều dài cánh trước khoảng 33–36 mm. Nó rất giống với Polyptychus trisectus nhưng nhỏ hơn, nhạt hơn.